# Sénat du Vermont
Session législative 2023-2025
Capitole de l'État du Vermont
Le Sénat du Vermont (en anglais : Vermont Senate)  est la chambre haute de l'Assemblée générale du Vermont, un État des  États-Unis.

## Composition
Il comprend 30 sénateurs, élus sur un total de treize districts au scrutin uninominal majoritaire à un tour. Les districts correspondent plus ou moins aux limites des quatorze comtés du Vermont avec des ajustements afin d'assurer l'égalité de représentation entre électeurs. Deux comtés de petites tailles (Essex et Orleans) sont réunis dans un seul district. Chaque district élit de un à six sénateurs en fonction de la population qui y réside. Chaque sénateur représente environ 20 300 citoyens du Vermont.
Les sénateurs sont élus au suffrage universel pour un mandat de deux ans, et il n'y a pas de limite au nombre de mandat qu'un sénateur peut servir. Le Vermont est l'un des quatorze États des États-Unis où la chambre haute de sa législature d'État est élue à un cycle de deux ans, plutôt qu'un  mandat de quatre ans dans la majorité des États américains.

## Siège

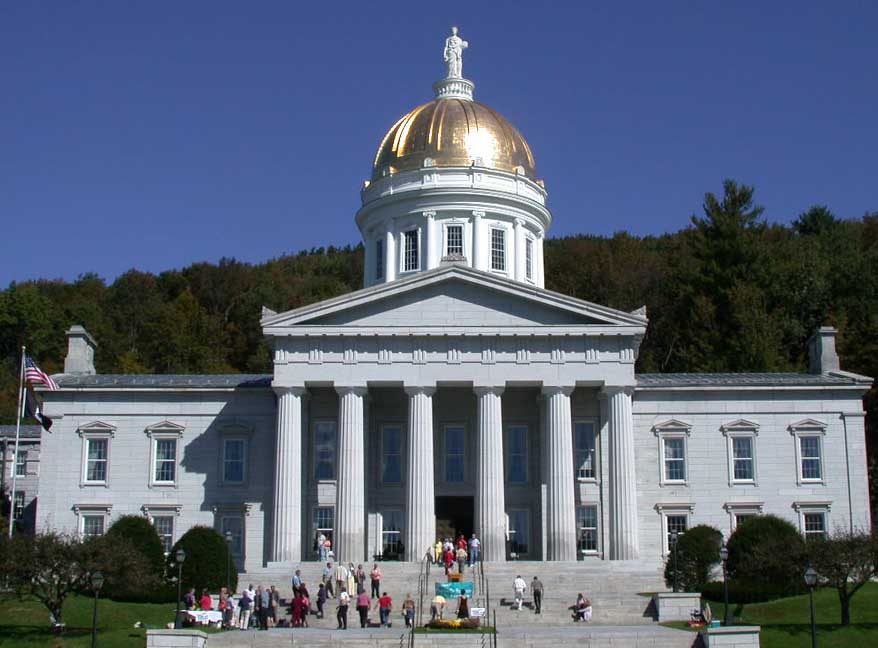
Façade du Capitole de l'État du Vermont.

Le Sénat du Vermont siège au Capitole de l'État situé à Montpelier.

## Représentation
| Législature | Parti           | Parti              | Parti             | Total |        |
| ----------- | --------------- | ------------------ | ----------------- | ----- | ------ |
| Législature |                 |                    |                   | Total |        |
| Législature | Parti démocrate | Parti progressiste | Parti républicain | Total | Vacant |
| Fin 2012    | 21              | 1                  | 8                 | 30    | 0      |
|             |                 |                    |                   |       |        |
| 2013-2014   | 20              | 2                  | 7                 | 30    | 0      |
|             |                 |                    |                   |       |        |
| Début 2015  | 19              | 3                  | 9                 | 30    | 0      |
| Fin 2016    | 19              | 3                  | 8                 | 29    | 1      |
|             |                 |                    |                   |       |        |
| 2017-2018   | 21              | 2                  | 7                 | 30    | 0      |
|             |                 |                    |                   |       |        |
| Début 2019  | 22              | 2                  | 6                 | 30    | 0      |
|             |                 |                    |                   |       |        |
| Début 2021  | 21              | 2                  | 7                 | 30    | 0      |
|             |                 |                    |                   |       |        |
| Début 2023  | 22              | 1                  | 7                 | 30    | 0      |
| %           | 77 %            | 77 %               | 23 %              |       |        |

## Responsabilité spéciale du Sénat
Comme dans les autres chambres hautes des États américains et au Sénat du gouvernement fédéral américain, le Sénat du Vermont se réserve des fonctions spéciales telles que la confirmation ou le rejet du candidat élu au poste de gouverneur du Vermont, la confirmation ou le rejet des nominations des ministres du cabinet, et l'élection des membres de la Cour suprême du Vermont.